# Tupiza (gemeente)
Tupiza is een gemeente (Municipio) in de Boliviaanse provincie Sur Chichas in het departement Potosí. De gemeente telt naar schatting 47.899 inwoners (2018). De hoofdplaats is Tupiza.

## Indeling
De gemeente bestaat uit de volgende kantons:
- Kanton Chillco (met de plaats Chilco)
- Kanton Concepcion
- Kanton Esmoraca (met Esmoraca)
- Kanton Oploca
- Kanton Oro Ingenio
- Kanton Quiriza
- Kanton Rufino Carrasco
- Kanton Soracaya
- Kanton Suipacha (met onder meer Suipacha en Chuquiago)
- Kanton Talina
- Kanton Tupiza (met Tupiza)
- Kanton Villa Pacheco